# Восточная (электрическая подстанция)

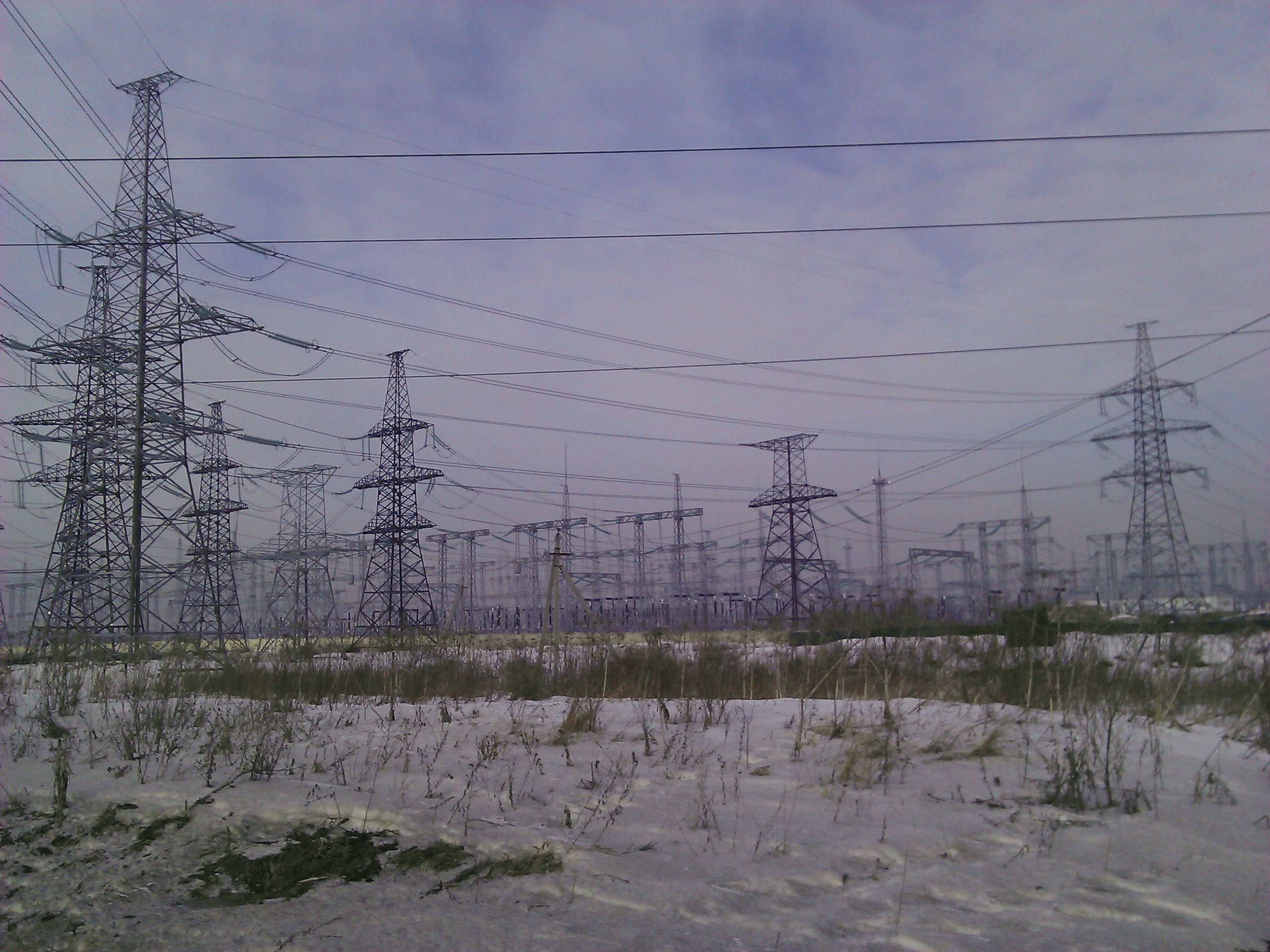
ОРУ 110 кВ подстанции «Восточная»

Подстанция «Восточная» — энергетический объект магистральных электрических сетей (МЭС) Северо-Запада ОАО «ФСК ЕЭС». Расположена во Всеволожском районе Ленинградской области между деревней Новосергиевка и железнодорожной платформой 7 км.
Подстанция (ПС) «Восточная» была введена в действие в 1964 году. Её называют ключевым звеном Ленинградской энергосистемы. Более 20 линий электропередачи соединяют ПС с ПС 330, 220, 110 кВ и важнейшими для региона генерирующими источниками — Ленинградской атомной электростанцией, Северо-Западной и Правобережной теплоэлектроцентралями.
В январе 2007 года на ПС «Восточная» были введены в работу два новых дополнительных автотрансформатора и около 30 единиц основного подстанционного оборудования 330 кВ.
В рамках комплексной реконструкции, рассчитанной до 2011 года, ПС «Восточная» была оснащена современным оборудованием.
С 2013 года входит в Энергетическое кольцо Санкт-Петербурга.

## Авария 20 августа 2010 года
20 августа 2010 года на подстанции случилась авария, в результате которой 40 % площади Петербурга с пригородами (север и часть центра города), а также несколько районов Ленинградской области полностью остались без электроснабжения. В некоторых домах отключилась подача воды, некоторое время не работала 1-я линия метро. Без света остались Приморский, Невский, Адмиралтейский, Петроградский, Выборгский, Калининский и Центральный районы Санкт-Петербурга, а также Выборгский и Всеволожский район Ленинградской области. Не работала часть станций метро на Петроградской стороне, а также станции «Улица Дыбенко», «Новочеркасская», «Ладожская», «Достоевская». Отключение произошло в 18:37, в 19:30 в городе началось восстановление электроснабжения.
По сообщению «Водоканала», в результате аварии были обесточены водопроводные станции, кроме «Южной», в результате возникали очереди за водой. В городе было остановлено движение метрополитена и пригородных электропоездов.
На подстанции 330 кВ «Восточная» в результате технологического сбоя в Ленинградской энергосистеме произошло обесточивание шести секций шин 330 кВ. Причиной ложной работы дифференциальной защиты шин 330 кВ (ДЗШ-330) ПС «Восточная» послужило повреждение контрольного кабеля, а именно наложение фазы переменного напряжения 0,23 кВ на шины управления постоянного тока главного щита управления ПС 330 кВ Восточная, вследствие чего повредились микроэлектронные компоненты ДЗШ-330. Причиной отключения электричества, по словам представителя ОАО «ФСК ЕЭС», стала авария на подстанции «Восточная» напряжением 330 кВ.
Более двух десятков электропоездов остановили своё движение в двух направлениях. 15 пригородных поездов, а также пассажирский поезд № 35 международного сообщения «Сибелиус» маршрута «Петербург-Хельсинки» — направление Петербург-Выборг. 12 электричек остановились на Приозерском направлении.
Отключение коснулось девятнадцати медицинских учреждений города, в том числе Боткинской больницы и медсанчасти № 122.

### Последствия
- Из-за аварии на ПС «Восточная» были отключены сразу четыре городских ТЭЦ: Северная, Выборгская, Центральная и Правобережная[7].
- Из-за энергетической аварии в Петербурге было задержано 68 электропоездов и 6 поездов[8].
- Без электроэнергии остались 2 200 000 человек в Санкт-Петербурге и около 350 000 человек в Ленинградской области. Всего было отключено 1,46 гигаватт мощности электропотребителей[9].